# Маль-ді-Вентре
Маль-ді-Вентре (італ. Mal di Ventre, сард. Malu Entu) — безлюдний острів поблизу центральної частини західного узбережжя Сардинії. Розташований за 6-7 км від узбережжя, належить до комуни Кабрас у провінції Ористано. У перекладі з сардинської назва острова означає «погане повітря» або «поганий вітер», що пов'язано з переважанням на ньому сильних західних вітрів (містраль).

## Географія
Острів плоский з абсолютною висотою не більше 18 м, площею близько 80 га. Західні береги скелясті, східні — пологі з піщаними пляжами — через дію містралів. Крім джерельної водойми, єдиним джерелом прісної води на острові є дощова вода.
Острів є частиною морського заповідника «Півострів Сініс — острів Маль-ді-Вентре».
На західному березі стоїть автономний маяк на сонячних батареях.

## Флора
Рослинність на острові представлена такими видами, як мастикове дерево, маслина європейська, чист, розмарин та карликова пальма низька. На форму рослин сильно впливають західні вітри містралі.

## Фауна
Води поблизу острова відвідуються головастими черепахами та тюленями-ченцями. З ссавців на острові присутні лише дикі кролики. Орнітофауна представлена різними видами морських птахів, включаючи великого баклана, середземноморського та звичайного буревісника, середземноморську чайку, чайку Одуена та сокола Елеонори. З плазунів зустрічаються сухопутні черепахи та жовто-зелений полоз. Також, ймовірно, але на острові зустрічається каракурт,укус якого може бути небезпечний для людини.

## Історія
На острові знайдено залишки нурагів, які свідчать про відвідування його людьми ще в бронзову добу. На острові також є римські руїни.
Назва острова італійською з'явилася через помилку перекладу, коли савойські картографи неправильно переклали сардинську назву Malu 'Entu (поганий вітер) на італійську як Mal di Ventre (біль у животі).

### Сепаратизмта Республіка Малу-Венту
Острів був місцем проведення кількох акцій, пов'язаних із прихильниками незалежності Сардинії. Зокрема, у 1980-х роках. тут збиралися прихильники соціалістичної Сардинії з ультралівої Партії сардинської незалежності, а 2008 року водій-далекобійник Сальваторе Мелоні, який відвідував острів до цього вже 20 років, проголосив незалежну Республіку Малу-Венту, посилаючись на право на самовизначення. Через 5 місяців його видворили з острова служителі заповідника і оштрафували за завдання шкоди природі, хоча пізніше він все одно повернувся на острів.